# Natko Zrnčić-Dim
Natko Zrnčić-Dim (Zagabria, 7 marzo 1986) è un ex sciatore alpino croato.

## Biografia

### Stagioni 2002-2008
Attivo in gare FIS dal novembre del 2001, Zrnčić-Dim ha fatto il suo esordio in Coppa Europa il 19 dicembre 2003 a Donnersbachwald in slalom speciale e in Coppa del Mondo il 13 dicembre 2004 a Sestriere nella medesima specialità, in entrambi i casi senza completare la prova. Ha debuttato ai Campionati mondiali a Bormio/Santa Caterina Valfurva 2005, classificandosi 40º nello slalom gigante e 31º nello slalom speciale, e ai Giochi olimpici invernali a Torino 2006, dove si è piazzato 35º nel supergigante, 25º nello slalom gigante, 33º nello slalom speciale e 33º nella combinata.
Nel 2007 ha partecipato ai Mondiali di Åre, dove è stato 34º nella discesa libera, 40º nel supergigante, 39º nello slalom gigante e non ha completato la supercombinata, e il 3 febbraio 2008 ha conquistato il suo primo podio in Coppa del Mondo, giungendo 3º nella supercombinata di Val-d'Isère. In quell'occasione, con il secondo posto del connazionale Ivica Kostelić, per la prima volta due croati sono andati sul podio nella stessa gara.

### Stagioni 2009-2013
Il 9 febbraio 2009 ha conquistato la medaglia di bronzo ai Mondiali di Val-d'Isère, giungendo 3º nella supercombinata alle spalle del norvegese Aksel Lund Svindal e del francese Julien Lizeroux; si è inoltre piazzato 19º nella discesa libera, 23º nel supergigante, 27º nello slalom gigante e 14º nello slalom speciale. Il 30 gennaio 2010 ha conquistato il suo miglior risultato in Coppa del Mondo, 2º nella supercombinata di Val-d'Isère: con la vittoria di Ivica Kostelić i due croati sono andati di nuovo sul podio insieme, ma questa volta sui due gradini più alti.
Ha in seguito partecipato ai XXI Giochi olimpici invernali di Vancouver 2010, dove si è classificato 33º nella discesa libera, 41º nello slalom gigante, 19º nello slalom speciale, 20º nella supercombinata e non ha concluso il supergigante, e ai Mondiali di Garmisch-Partenkirchen 2011, piazzandosi 28º nella discesa libera, 26º nel supergigante, 38º nello slalom gigante, 8º nella supercombinata e non completando lo slalom speciale.

### Stagioni 2014-2019
Il 17 gennaio 2014 ha colto il suo ultimo podio in Coppa del Mondo, 3º nella supercombinata di Wengen; ai XXII Giochi olimpici invernali di Soči 2014 è stato 29º nella discesa libera, 19º nel supergigante, 10º nella supercombinata e non ha concluso lo slalom speciale e ai Mondiali di Vail/Beaver Creek 2015 si è piazzato 30º nella discesa libera, 32º nel supergigante, 27º nello slalom speciale e non ha completato la combinata.
Ai XXIII Giochi olimpici invernali di Pyeongchang 2018, sua ultima presenza olimpica, dopo esser stato portabandiera della Croazia durante la cerimonia di apertura si è classificato 29º nel supergigante e 19º nella combinata; ai Mondiali di Åre 2019, suo congedo iridato, è stato 30º nel supergigante e 39º nella combinata. Il 22 febbraio 2019 ha preso per l'ultima volta il via in una gara di Coppa del Mondo, la combinata di Bansko (33º); si è ritirato al termine di quella stessa stagione 2018-2019 e la sua ultima gara in carriera è stata la discesa libera dei Campionati sloveni 2019, il 30 marzo a Krvavec, non completata da Zrnčić-Dim.

## Palmarès

### Mondiali
- 1 medaglia:
  - 1 bronzo (supercombinata a Val-d'Isère 2009)

### Coppa del Mondo
- Miglior piazzamento in classifica generale: 38º nel 2010
- 5 podi (1 in combinata, 4 in supercombinata):
  - 1 secondo posto
  - 4 terzi posti

### Coppa Europa
- Miglior piazzamento in classifica generale: 62º nel 2019

### Nor-Am Cup
- Miglior piazzamento in classifica generale: 4º nel 2014
- 9 podi:
  - 4 vittorie
  - 2 secondi posti
  - 3 terzi posti

#### Nor-Am Cup - vittorie
| Data             | Località        | Paese       | Specialità |
| ---------------- | --------------- | ----------- | ---------- |
| 11 dicembre 2012 | Copper Mountain | Stati Uniti | DH         |
| 12 dicembre 2012 | Copper Mountain | Stati Uniti | DH         |
| 13 dicembre 2012 | Copper Mountain | Stati Uniti | SC         |
| 11 dicembre 2015 | Lake Louise     | Canada      | DH         |

Legenda:

DH = discesa libera

SC = supercombinata

#### South American Cup
- Miglior piazzamento in classifica generale: 3º nel 2014 e nel 2016
- 6 podi:
  - 3 secondi posti
  - 3 terzi posti

### Campionati croati
- 8 medaglie[1]:
  - 2 ori (slalom speciale nel 2004; slalom gigante nel 2005)
  - 3 argenti (slalom speciale nel 2009; slalom speciale nel 2012; slalom speciale nel 2015)
  - 3 bronzi (slalom speciale nel 2006; slalom speciale nel 2008; slalom speciale nel 2016)